# Автобусный парк Барановичи
Автобусный парк города Барановичи — одно из старейших транспортных предприятий города Барановичи, которое перевозит около 37 процентов пассажиров Брестской области (по состоянию на 2024 год).

## История
История предприятия берёт свое начало в 1944 году, когда в разрушенном городе Барановичи курсировали два трофейных автобуса марки «Бюсинг» всего по двум маршрутам: Барановичи – Новогрудок и Барановичи – Дятлово.
Первый городской маршрут был создан в 1949 году и соединял железнодорожный вокзал и паровозное депо.
В 1955 году Управлением образования БССР было принято решение организовать самостоятельное хозяйство — Барановичский автобусный парк, которое называлось «Автотранспортная контора пассажирская». Её создание основывалось на базе малочисленных мастерских. Тогда в автохозяйстве было 35 автобусов, 29 легковых такси марки «Победа» и 9 грузовых машин для обслуживания города.
В 1975 году хозяйство было разделено на два транспортных предприятия: таксомоторный парк и автоколонна 2448-автопарк. В этом же году на улице Тельмана введен в эксплуатацию новый автопарк с гаражом на 200 автобусов.
В 2008 году АП № 2 кроме пассажирских перевозок начал выполнять грузоперевозки.
С 2009 года РУП Автобусный парк №2 был реорганизован в ОАО АП г. Барановичи.
По состоянию на 2024 год автопарк перевозит более 4 млн пассажиров, в год – более 40 млн. В городе водители на 100 автобусах совершают более 1500 рейсов в сутки.
Руководитель предприятия — Игорь Михайлович Шестак.